# Cheers/Episodenliste

Logo zur Serie

Diese Episodenliste enthält alle Episoden der US-amerikanischen Fernsehserie Cheers, sortiert nach der US-amerikanischen Erstausstrahlung. Zwischen 1982 und 1993 entstanden in 11 Staffeln 273 Episoden mit einer Länge von etwa 30 Minuten sowie eine Spezialfolge in Doppellänge.

## Übersicht
| Staffel | Episodenanzahl | Erstausstrahlung USA | Erstausstrahlung USA | Deutschsprachige Erstausstrahlung | Deutschsprachige Erstausstrahlung |
| Staffel | Episodenanzahl | Staffelpremiere      | Staffelfinale        | Staffelpremiere                   | Staffelfinale                     |
| ------- | -------------- | -------------------- | -------------------- | --------------------------------- | --------------------------------- |
| 1       | 22             | 30. September 1982   | 31. März 1983        | 17. Januar 1985                   |                                   |
| 2       | 22             | 29. September 1983   | 10. Mai 1984         |                                   |                                   |
| 3       | 25             | 27. September 1984   | 9. Mai 1985          |                                   |                                   |
| 4       | 26             | 26. September 1985   | 15. Mai 1986         |                                   |                                   |
| 5       | 26             | 25. September 1986   | 7. Mai 1987          |                                   |                                   |
| 6       | 25             | 24. September 1987   | 5. Mai 1988          |                                   |                                   |
| 7       | 22             | 27. Oktober 1988     | 4. Mai 1989          |                                   |                                   |
| 8       | 26             | 21. September 1989   | 3. Mai 1990          |                                   |                                   |
| 9       | 25             | 20. September 1990   | 2. Mai 1991          |                                   |                                   |
| 10      | 26             | 19. September 1991   | 14. Mai 1992         |                                   |                                   |
| 11      | 28             | 24. September 1992   | 20. Mai 1993         |                                   |                                   |
| Special | 2              | 8. November 1990     | 8. November 1990     |                                   |                                   |

## Staffel 1
| Nr. (ges.) | Nr. (St.) | Deutscher Titel                 | Originaltitel                      | Erstausstrahlung USA | Deutschsprachige Erstausstrahlung (D) | Regie         | Drehbuch                  |
| ---------- | --------- | ------------------------------- | ---------------------------------- | -------------------- | ------------------------------------- | ------------- | ------------------------- |
| 1          | 1         | Keine Hochzeit auf Barbados     | Give Me A Ring Sometime            | 30. Sep. 1982        | 17. Jan. 1985                         | James Burrows | Glen Charles, Les Charles |
| 2          | 2         | Sams dumme Frauen               | Sam’s Women                        | 7. Okt. 1982         | N/A                                   | James Burrows | Earl Pomerantz            |
| 3          | 3         | Wer ist hier das Ekel?          | The Tortelli Tort                  | 14. Okt. 1982        | N/A                                   | James Burrows | Tom Reeder                |
| 4          | 4         | Der Lückenbüßer                 | Sam At Eleven                      | 21. Okt. 1982        | N/A                                   | James Burrows | Glen Charles, Les Charles |
| 5          | 5         | Verlobt mit einem Schwein       | Coach’s Daughter                   | 28. Okt. 1982        | N/A                                   | James Burrows | Ken Estin                 |
| 6          | 6         | Abenteuer am Nachmittag         | Any Friend Of Diane’s              | 4. Nov. 1982         | N/A                                   | James Burrows | Ken Levine, David Isaacs  |
| 7          | 7         | Die Buchhalterparty             | Friends, Romans And Accountants    | 11. Nov. 1982        | N/A                                   | James Burrows | Ken Levine, David Isaacs  |
| 8          | 8         | Gute Freundinnen                | Truce Or Consequences              | 18. Nov. 1982        | N/A                                   | James Burrows | Ken Levine, David Isaacs  |
| 9          | 9         | Der Coach greift an             | Coach Returns To Action            | 25. Nov. 1982        | N/A                                   | James Burrows | Earl Pomerantz            |
| 10         | 10        | Der Glücksbringer               | Endless Slumper                    | 2. Dez. 1982         | N/A                                   | James Burrows | Sam Simon                 |
| 11         | 11        | Dianes Zitatenschatz            | One For The Book                   | 9. Dez. 1982         | N/A                                   | James Burrows | Katherine Green           |
| 12         | 12        | Dichter oder Spion?             | The Spy Who Came In For A Cold One | 16. Dez. 1982        | N/A                                   | James Burrows | David Lloyd               |
| 13         | 13        | Keine Liebe, keine Werbung      | Now Pitching: Sam Malone           | 6. Jan. 1983         | N/A                                   | James Burrows | Ken Levine, David Isaacs  |
| 14         | 14        | Geteilter Kummer                | Let Me Count The Ways              | 13. Jan. 1983        | N/A                                   | James Burrows | Heide Perlman             |
| 15         | 15        | Männer sind doch alle Schrott … | Father Knows Last                  | 20. Jan. 1983        | N/A                                   | James Burrows | Heide Perlman             |
| 16         | 16        | Unsere Bar soll sauber bleiben! | The Boys In The Bar                | 27. Jan. 1983        | N/A                                   | James Burrows | Ken Levine, David Isaacs  |
| 17         | 17        | Das ideale Rendezvous           | Diane’s Perfect Date               | 10. Feb. 1983        | N/A                                   | James Burrows | David Lloyd               |
| 18         | 18        | Bostons beste Bedienung         | No Contest                         | 17. Feb. 1983        | N/A                                   | James Burrows | Heide Perlman             |
| 19         | 19        | Der betrogene Betrüger          | Pick A Con … Any Con               | 24. Feb. 1983        | N/A                                   | James Burrows | David Angell              |
| 20         | 20        | Trauung am Tresen               | Someone Single, Someone Blue       | 3. März 1983         | N/A                                   | James Burrows | David Angell              |
| 21         | 21        | Ein Halbgott als Bruder         | Showdown (1)                       | 24. März 1983        | N/A                                   | James Burrows | Glen Charles, Les Charles |
| 22         | 22        | Hau ab und bleib hier!          | Showdown (2)                       | 31. März 1983        | N/A                                   | James Burrows | Glen Charles, Les Charles |

## Staffel 2
| Nr. (ges.) | Nr. (St.) | Deutscher Titel                  | Originaltitel             | Erstausstrahlung USA | Deutschsprachige Erstausstrahlung (D) | Regie         | Drehbuch                                |
| ---------- | --------- | -------------------------------- | ------------------------- | -------------------- | ------------------------------------- | ------------- | --------------------------------------- |
| 23         | 1         | Deine Wohnung, meine Wohnung?    | Power Play                | 29. Sep. 1983        | N/A                                   | James Burrows | Glen Charles, Les Charles, David Angell |
| 24         | 2         | Das wilde Mauerblümchen          | Lil Sister Don’t Cha      | 13. Okt. 1983        | N/A                                   | James Burrows | Heide Perlman                           |
| 25         | 3         | Geschäftliche Beziehungen        | Personal Business         | 20. Okt. 1983        | N/A                                   | James Burrows | Tom Reeder                              |
| 26         | 4         | Der Kneipen-Othello              | Homicidal Ham             | 27. Okt. 1983        | N/A                                   | James Burrows | David Lloyd                             |
| 27         | 5         | Krieg und Frieden                | Sumner’s Return           | 3. Nov. 1983         | N/A                                   | James Burrows | Michael J. Weithorn                     |
| 28         | 6         | Eine Herzenssache                | Affairs Of The Heart      | 10. Nov. 1983        | N/A                                   | James Burrows | Heide Perlman                           |
| 29         | 7         | Die 24-Stunden-Versuchung        | Old Flames                | 17. Nov. 1983        | N/A                                   | James Burrows | David Angell                            |
| 30         | 8         | Der Tyrann am Spielfeldrand      | Manager Coach             | 24. Nov. 1983        | N/A                                   | James Burrows | Earl Pomerantz                          |
| 31         | 9         | Kampf der Giganten               | They Called Me Mayday     | 1. Dez. 1983         | N/A                                   | James Burrows | David Angell                            |
| 32         | 10        | Was sag’ ich meiner Liebsten?    | How Do I Love Thee?       | 8. Dez. 1983         | N/A                                   | James Burrows | Earl Pomerantz                          |
| 33         | 11        | Die Freundinnen meiner Freundin  | Just Three Friends        | 15. Dez. 1983        | N/A                                   | James Burrows | David Lloyd                             |
| 34         | 12        | Kramers letzter Wille            | Where There’s A Will …    | 22. Dez. 1983        | N/A                                   | James Burrows | Nick Arnold                             |
| 35         | 13        | Der Mitleidskuß                  | Battle Of The Exes        | 5. Jan. 1984         | N/A                                   | James Burrows | Sam Simon, Ken Estin                    |
| 36         | 14        | Vom Tellerwäscher zum Buchhalter | No Help Wanted            | 12. Jan. 1984        | N/A                                   | James Burrows | Max Tash                                |
| 37         | 15        | Spaghetti für Vier               | Coachie Makes Three       | 19. Jan. 1984        | N/A                                   | James Burrows | Heide Perlman                           |
| 38         | 16        | Karate-Cliff                     | Cliff’s Rocky Moment      | 26. Jan. 1984        | N/A                                   | James Burrows | David Lloyd                             |
| 39         | 17        | Die Schicksalswaage              | Fortune And Men’s Weights | 2. Feb. 1984         | N/A                                   | James Burrows | Heide Perlman                           |
| 40         | 18        | Das Skiwochenende                | Snow Job                  | 9. Feb. 1984         | N/A                                   | James Burrows | David Angell                            |
| 41         | 19        | Trauerfeier am Tresen            | Coach Burries A Grudge    | 16. Feb. 1984        | N/A                                   | James Burrows | David Lloyd                             |
| 42         | 20        | Norman und das Teufelsweib       | Norman’s Conquest         | 23. Feb. 1984        | N/A                                   | James Burrows | Lissa Levin                             |
| 43         | 21        | Diane und der Maler (1)          | I’ll Be Seeing You (1)    | 3. Mai 1984          | N/A                                   | James Burrows | Glen Charles, Les Charles               |
| 44         | 22        | Diane und der Maler (2)          | I’ll Be Seeing You (2)    | 10. Mai 1984         | N/A                                   | James Burrows | Glen Charles, Les Charles               |

## Staffel 3
| Nr. (ges.) | Nr. (St.) | Deutscher Titel                    | Originaltitel                     | Erstausstrahlung USA | Deutschsprachige Erstausstrahlung (D) | Regie         | Drehbuch                  |
| ---------- | --------- | ---------------------------------- | --------------------------------- | -------------------- | ------------------------------------- | ------------- | ------------------------- |
| 45         | 1         | Rückfall zu zweit (1)              | Rebound (1)                       | 27. Sep. 1984        | N/A                                   | James Burrows | Glen Charles, Les Charles |
| 46         | 2         | Rückfall zu zweit (2)              | Rebound (2)                       | 4. Okt. 1984         | N/A                                   | James Burrows | Glen Charles, Les Charles |
| 47         | 3         | Der falsche Name zur falschen Zeit | I Call Your Name                  | 18. Okt. 1984        | N/A                                   | James Burrows | David Lee, Peter Casey    |
| 48         | 4         | Cliffs erstes Rendezvous           | Fairy Tales Can Come True         | 25. Okt. 1984        | N/A                                   | James Burrows | Sam Simon                 |
| 49         | 5         | Der betörende Widerling            | An American Family                | 29. Nov. 1984        | N/A                                   | James Burrows | Heide Perlman             |
| 50         | 6         | Ein Schuß in die Backe             | Sam Turns The Other Cheek         | 1. Nov. 1984         | N/A                                   | James Burrows | David Lloyd               |
| 51         | 7         | Liebesglück und zwei Millionen (1) | Coach In Love (1)                 | 8. Nov. 1984         | N/A                                   | James Burrows | David Angell              |
| 52         | 8         | Liebesglück und zwei Millionen (2) | Coach In Love (2)                 | 15. Nov. 1984        | N/A                                   | James Burrows | David Angell              |
| 53         | 9         | Die Drohung der Drachen            | Diane Meets Mom                   | 22. Nov. 1984        | N/A                                   | James Burrows | David Lloyd               |
| 54         | 10        | Allergisch gegen wen?              | Diane’s Allergy                   | 6. Dez. 1984         | N/A                                   | James Burrows | David Lloyd               |
| 55         | 11        | Südseeträume                       | Peterson Crusoe                   | 13. Dez. 1984        | N/A                                   | James Burrows | David Angell              |
| 56         | 12        | Die Sache mit Amanda               | A Ditch In Time                   | 20. Dez. 1984        | N/A                                   | James Burrows | Ken Estin                 |
| 57         | 13        | Doktor Ludlows große Liebe         | Whodunit?                         | 3. Jan. 1985         | N/A                                   | James Burrows | Tom Reeder                |
| 58         | 14        | Auf zur Schnepfenjagd!             | The Heart Is A Lonely Snipehunter | 10. Jan. 1985        | N/A                                   | James Burrows | Heide Perlman             |
| 59         | 15        | Schlechte Verlierer                | King Of The Hill                  | 24. Jan. 1985        | N/A                                   | James Burrows | Elliot Shoenman           |
| 60         | 16        | Lehrerins Liebling                 | Teacher’s Pet                     | 31. Jan. 1985        | N/A                                   | James Burrows | Tom Reeder                |
| 61         | 17        | Der Postraub von Boston            | The Mail Goes To Jail             | 7. Feb. 1985         | N/A                                   | James Burrows | David Lloyd               |
| 62         | 18        | Sams künftige Ex-Frau              | Bar Bet                           | 14. Feb. 1985        | N/A                                   | James Burrows | Jim Parker                |
| 63         | 19        | Mit fremden Federn                 | Behind Every Great Man            | 21. Feb. 1985        | N/A                                   | James Burrows | Ken Levine, David Isaacs  |
| 64         | 20        | Carla und ihr Affe                 | If Ever I Would Leave You         | 28. Feb. 1985        | N/A                                   | James Burrows | Ken Levine, David Isaacs  |
| 65         | 21        | Der Rausschmeißer vom Dienst       | The Executive’s Executioner Hines | 7. März 1985         | N/A                                   | James Burrows | Heide Perlman             |
| 66         | 22        | Anfang oder Ende?                  | Cheerio Cheers                    | 11. Apr. 1985        | N/A                                   | James Burrows | Sam Simon                 |
| 67         | 23        | Mamis Leidenschaft                 | Bartender’s Tale                  | 18. Apr. 1985        | N/A                                   | James Burrows | Sam Simon                 |
| 68         | 24        | Eine Flamme in Florida             | The Belles Of St. Clete’s         | 2. Mai 1985          | N/A                                   | James Burrows | Ken Estin                 |
| 69         | 25        | Nachtflug nach Florenz             | Rescue Me                         | 9. Mai 1985          | N/A                                   | James Burrows | Ken Estin                 |

## Staffel 4
| Nr. (ges.) | Nr. (St.) | Deutscher Titel                           | Originaltitel               | Erstausstrahlung USA | Deutschsprachige Erstausstrahlung (D) | Regie         | Drehbuch                              |
| ---------- | --------- | ----------------------------------------- | --------------------------- | -------------------- | ------------------------------------- | ------------- | ------------------------------------- |
| 70         | 1         | Wenn der Reisprüfer kommt …               | Birth, Death, Love And Rice | 26. Sep. 1985        | N/A                                   | James Burrows | Heide Perlman                         |
| 71         | 2         | Woodys Appetit                            | Woody Goes Belly Up         | 3. Okt. 1985         | N/A                                   | James Burrows | Heide Perlman                         |
| 72         | 3         | Märchenprinz im Kaschmirmantel            | Someday My Prince Will Come | 17. Okt. 1985        | N/A                                   | James Burrows | Norm Gunzenhauser, Tom Seeley         |
| 73         | 4         | Das ist die Liebe der Tortellis           | The Groom Wore Clearasil    | 24. Okt. 1985        | N/A                                   | James Burrows | David Lee, Peter Casey                |
| 74         | 5         | Alptraum im Alptraum                      | Diane’s Nightmare           | 31. Okt. 1985        | N/A                                   | James Burrows | David Lloyd                           |
| 75         | 6         | Der wahre Wert der Literatur              | I’ll Gladly Pay You Tuesday | 7. Nov. 1985         | N/A                                   | James Burrows | Cheri Steinkellner, Bill Steinkellner |
| 76         | 7         | Carlas Traummann                          | 2 Good 2 Be 4 Real          | 14. Nov. 1985        | N/A                                   | James Burrows | David Lee, Peter Casey                |
| 77         | 8         | Liebe deinen Nachbarn …                   | Love Thy Neighbour          | 21. Nov. 1985        | N/A                                   | James Burrows | David Angell                          |
| 78         | 9         | Rivalen der Bowlingbahn                   | From Beer To Eternity       | 28. Nov. 1985        | N/A                                   | James Burrows | David Lee, Peter Casey                |
| 79         | 10        | Der verlorene Vater                       | The Barstoolie              | 5. Dez. 1985         | N/A                                   | James Burrows | David S. Williger, Andy Cowan         |
| 80         | 11        | Don Juans Vorlesung                       | Don Juan Is Hell            | 12. Dez. 1985        | N/A                                   | James Burrows | Phoef Sutton                          |
| 81         | 12        | Woodys Wette                              | Fools And Their Money       | 12. Dez. 1985        | N/A                                   | James Burrows | Heide Perlman                         |
| 82         | 13        | Das letzte Hemd                           | Take My Shirt, Please       | 9. Jan. 1986         | N/A                                   | James Burrows | David Lloyd                           |
| 83         | 14        | Kleine Streiche erhalten die Freundschaft | Suspicion                   | 16. Jan. 1986        | N/A                                   | James Burrows | Tom Reeder                            |
| 84         | 15        | Das Dreieck der Beklagenswerten           | The Triangle                | 23. Jan. 1986        | N/A                                   | James Burrows | Susan Seeger                          |
| 85         | 16        | Der Postbotenball                         | Cliffie’s Big Score         | 30. Jan. 1986        | N/A                                   | James Burrows | Heide Perlman                         |
| 86         | 17        | Was Süßes für Frasier!                    | Second Time Around          | 6. Feb. 1986         | N/A                                   | Thomas Lofaro | Cheri Steinkellner, Bill Steinkellner |
| 87         | 18        | Mit der Frau vom Chef                     | The Peterson Principle      | 13. Feb. 1986        | N/A                                   | James Burrows | David Lee, Peter Casey                |
| 88         | 19        | Sam Malone wird niemals alt!              | Dark Imaginings             | 20. Feb. 1986        | N/A                                   | James Burrows | David Angell                          |
| 89         | 20        | Der letzte Tango                          | Save The Last Dance For Me  | 27. Feb. 1986        | N/A                                   | James Burrows | Heide Perlman                         |
| 90         | 21        | Geständnisse im Cockpit                   | Fear Is My Co-pilot         | 13. März 1986        | N/A                                   | James Burrows | Cheri Steinkellner, Bill Steinkellner |
| 91         | 22        | Ein Abend in der Oper                     | Diane Chambers Day          | 20. März 1986        | N/A                                   | James Burrows | Kimberly Hill                         |
| 92         | 23        | Drei sind einer zuviel                    | Relief Bartender            | 27. März 1986        | N/A                                   | James Burrows | Miriam Trogdon                        |
| 93         | 24        | Sam und die Stadträtin                    | Strange Bedfellows (1)      | 1. Mai 1986          | N/A                                   | James Burrows | David Angell                          |
| 94         | 25        | Die Lauscherin an der Bar                 | Strange Bedfellows (2)      | 8. Mai 1986          | N/A                                   | James Burrows | David Angell                          |
| 95         | 26        | Die Pressekonferenz                       | Strange Bedfellows (3)      | 15. Mai 1986         | N/A                                   | James Burrows | David Angell                          |

## Staffel 5
| Nr. (ges.) | Nr. (St.) | Deutscher Titel                   | Originaltitel                                      | Erstausstrahlung USA | Deutschsprachige Erstausstrahlung (D) | Regie         | Drehbuch                              |
| ---------- | --------- | --------------------------------- | -------------------------------------------------- | -------------------- | ------------------------------------- | ------------- | ------------------------------------- |
| 96         | 1         | Frag nochmal, Sam!                | The Proposal                                       | 25. Sep. 1986        | N/A                                   | James Burrows | David Lee, Peter Casey                |
| 97         | 2         | Salz in der Luft                  | The Cape Cad                                       | 2. Okt. 1986         | N/A                                   | James Burrows | David S. Williger, Andy Cowan         |
| 98         | 3         | Esther und Fitz                   | Money Dearest                                      | 9. Okt. 1986         | N/A                                   | James Burrows | Janet Leahy                           |
| 99         | 4         | Die Talkshow                      | Abnormal Psychology                                | 16. Okt. 1986        | N/A                                   | James Burrows | Janet Leahy                           |
| 100        | 5         | Die Nacht des Grauens             | House Of Horrors With Formal Dining And Used Brick | 30. Okt. 1986        | N/A                                   | James Burrows | David Angell                          |
| 101        | 6         | Normans wunderbarer Waschsalon    | Tan ‘n’ Wash                                       | 6. Nov. 1986         | N/A                                   | James Burrows | Cheri Steinkellner, Bill Steinkellner |
| 102        | 7         | Dinner For Two                    | Young Dr. Weinstein                                | 13. Nov. 1986        | N/A                                   | James Burrows | Phoef Sutton                          |
| 103        | 8         | Noch ein Adonis                   | Knight Of The Scimitar                             | 27. Nov. 1986        | N/A                                   | James Burrows | Jeff Abugov                           |
| 104        | 9         | Ein zäher Braten                  | Thanksgiving Orphans                               | 27. Nov. 1986        | N/A                                   | James Burrows | Cheri Steinkellner, Bill Steinkellner |
| 105        | 10        | Dichtung und Wahrheit             | Everyone Imitates Art                              | 4. Dez. 1986         | N/A                                   | James Burrows | Heide Perlman                         |
| 106        | 11        | Für Woody nur die Beste!          | The Book Of Samuel                                 | 11. Dez. 1986        | N/A                                   | James Burrows | Phoef Sutton                          |
| 107        | 12        | Diane tanzt                       | Dance, Diane Dance                                 | 18. Dez. 1986        | N/A                                   | James Burrows | Jeff Abugov                           |
| 108        | 13        | Der Antrag auf Umwegen            | Chambers Vs Malone                                 | 8. Jan. 1987         | N/A                                   | James Burrows | David Angell                          |
| 109        | 14        | Der Verlobungsring                | Diamond Sam                                        | 15. Jan. 1987        | N/A                                   | James Burrows | Tom Reeder                            |
| 110        | 15        | Falsche Verhältnisse              | Spellbound                                         | 22. Jan. 1987        | N/A                                   | James Burrows | Kimberly Hill                         |
| 111        | 16        | Der Unglücksrabe (1)              | Never Love A Goalie (1)                            | 29. Jan. 1987        | N/A                                   | James Burrows | Ken Levine, David Isaacs              |
| 112        | 17        | Der Unglücksrabe (2)              | Never Love A Goalie (2)                            | 5. Feb. 1987         | N/A                                   | James Burrows | Ken Levine, David Isaacs              |
| 113        | 18        | Wie du mir, so ich dir            | One Last Fling                                     | 12. Feb. 1987        | N/A                                   | James Burrows | Cheri Steinkellner, Bill Steinkellner |
| 114        | 19        | Die Frau fürs Leben               | Dog Bites Cliff                                    | 19. Feb. 1987        | N/A                                   | James Burrows | Joanne Pagliaro                       |
| 115        | 20        | Beziehungskisten                  | Dinner At Eight-ish                                | 26. Feb. 1987        | N/A                                   | James Burrows | Phoef Sutton                          |
| 116        | 21        | Das perfekte Paar                 | Simon Says                                         | 5. März 1987         | N/A                                   | James Burrows | David Lee, Peter Casey                |
| 117        | 22        | Sams Patentochter                 | The Godfather (3)                                  | 19. März 1987        | N/A                                   | James Burrows | Chris Cluess, Stu Kreisman            |
| 118        | 23        | Wo gehts hier zum Büro des Chefs? | Norm’s First Hurrah                                | 26. März 1987        | N/A                                   | Thomas Lofaro | David S. Williger, Andy Cowan         |
| 119        | 24        | Cheers – Der Film                 | The Motion Picture                                 | 2. Apr. 1987         | N/A                                   | Tim Berry     | Phoef Sutton                          |
| 120        | 25        | Das Alptraumhaus                  | A House Is Not A Home                              | 30. Apr. 1987        | N/A                                   | James Burrows | Phoef Sutton                          |
| 121        | 26        | Dianes Abschied                   | I Do, Adieu                                        | 7. Mai 1987          | N/A                                   | James Burrows | Glen Charles, Les Charles             |

## Staffel 6
| Nr. (ges.) | Nr. (St.) | Deutscher Titel                   | Originaltitel                           | Erstausstrahlung USA | Deutschsprachige Erstausstrahlung (D) | Regie                        | Drehbuch                              |
| ---------- | --------- | --------------------------------- | --------------------------------------- | -------------------- | ------------------------------------- | ---------------------------- | ------------------------------------- |
| 122        | 1         | Ich bin wieder da!                | Home Is The Sailor                      | 24. Sep. 1987        | N/A                                   | James Burrows                | Glen Charles, Les Charles             |
| 123        | 2         | Der neue Sportreporter            | I On Sports                             | 1. Okt. 1987         | N/A                                   | James Burrows                | Ken Levine, David Isaacs              |
| 124        | 3         | Eine richtige Familie (1)         | Little Carla, Happy At Last (1)         | 15. Okt. 1987        | N/A                                   | James Burrows                | Cheri Steinkellner, Bill Steinkellner |
| 125        | 4         | Eine richtige Familie (2)         | Little Carla, Happy At Last (2)         | 22. Okt. 1987        | N/A                                   | James Burrows                | Cheri Steinkellner, Bill Steinkellner |
| 126        | 5         | Der unwiderstehliche Frasier      | The Crane Mutiny                        | 29. Okt. 1987        | N/A                                   | James Burrows                | David Angell                          |
| 127        | 6         | Maler im Haus                     | Paint Your Office                       | 5. Nov. 1987         | N/A                                   | James Burrows                | David Lee, Peter Casey                |
| 128        | 7         | Spitzname und andere Frivolitäten | Last Angry Mailman                      | 12. Nov. 1987        | N/A                                   | James Burrows                | Ken Levine, David Isaacs              |
| 129        | 8         | Die Wohltätigkeitsveranstaltung   | Bidding On The Boys                     | 19. Nov. 1987        | N/A                                   | Thomas Lofaro                | David Lloyd                           |
| 130        | 9         | Woody als Mark Twain              | Pudd’n Head Boyd                        | 26. Nov. 1987        | N/A                                   | James Burrows                | Cheri Steinkellner, Bill Steinkellner |
| 131        | 10        | Der Alibimann                     | A Kiss Is Still A Kiss                  | 3. Dez. 1987         | N/A                                   | James Burrows                | David Lloyd                           |
| 132        | 11        | Professor Clavin                  | My Fair Clavin                          | 10. Dez. 1987        | N/A                                   | James Burrows                | Phoef Sutton                          |
| 133        | 12        | Sam als Weihnachtsmann            | Christmas Cheers                        | 17. Dez. 1987        | N/A                                   | James Burrows, Thomas Lofaro | Cheri Steinkellner, Bill Steinkellner |
| 134        | 13        | Affentheater                      | Woody For Hire Meets Norman Of The Apes | 7. Jan. 1988         | N/A                                   | Tim Berry                    | Phoef Sutton                          |
| 135        | 14        | Scherben bringen Glück            | And God Created Woodman                 | 14. Jan. 1988        | N/A                                   | John Ratzenberger            | Jeffrey Duteil                        |
| 136        | 15        | Die Aushilfskellnerin             | Tales Of Two Cuties                     | 21. Jan. 1988        | N/A                                   | Michael Zinberg              | Cheri Steinkellner, Bill Steinkellner |
| 137        | 16        | Geheimnisse des Meeres            | Yacht Of Fools                          | 4. Feb. 1988         | N/A                                   | Thomas Lofaro                | Phoef Sutton                          |
| 138        | 17        | Ein Traumpaar                     | To All The Girls I’ve Loved Before      | 11. Feb. 1988        | N/A                                   | James Burrows                | Ken Levine, David Isaacs              |
| 139        | 18        | Der Schlaf des Gerechten          | Let Sleeping Drakes Lie                 | 18. Feb. 1988        | N/A                                   | James Burrows                | David Lloyd                           |
| 140        | 19        | Angst vorm Fliegen                | Airport V                               | 25. Feb. 1988        | N/A                                   | George Wendt                 | Ken Levine, David Isaacs              |
| 141        | 20        | Sam im grauen Flanellanzug        | The Sam in the Gray Flannel Suit        | 3. März 1988         | N/A                                   | Tim Berry                    | Cheri Steinkellner, Bill Steinkellner |
| 142        | 21        | Schlechte Zeiten für Meisterwerke | Our Hourly Bread                        | 10. März 1988        | N/A                                   | Andy Ackerman                | Sue Herring                           |
| 143        | 22        | Alter schützt vor Torheit nicht   | Slumber Party Massacre                  | 24. März 1988        | N/A                                   | James Burrows                | Phoef Sutton                          |
| 144        | 23        | Krieg der Kneipen (1)             | Bar Wars (1)                            | 31. März 1988        | N/A                                   | James Burrows                | Ken Levine, David Isaacs              |
| 145        | 24        | Die Kuß-Wette                     | The Big Kiss Off                        | 28. Apr. 1988        | N/A                                   | James Burrows                | Ken Levine, David Isaacs              |
| 146        | 25        | Pech für Rebecca                  | Backseat Becky, Up Front                | 5. Mai 1988          | N/A                                   | James Burrows                | Cheri Steinkellner, Bill Steinkellner |

## Staffel 7
| Nr. (ges.) | Nr. (St.) | Deutscher Titel              | Originaltitel                             | Erstausstrahlung USA | Deutschsprachige Erstausstrahlung (D) | Regie         | Drehbuch                              |
| ---------- | --------- | ---------------------------- | ----------------------------------------- | -------------------- | ------------------------------------- | ------------- | ------------------------------------- |
| 147        | 1         | Geschäft ist Geschäft        | How To Recede In Business                 | 27. Okt. 1988        | N/A                                   | James Burrows | David Lloyd                           |
| 148        | 2         | Sam wird Mönch               | Swear To God                              | 3. Nov. 1988         | N/A                                   | James Burrows | Tom Reeder                            |
| 149        | 3         | Kleine Kompromisse           | Executive Sweet                           | 10. Nov. 1988        | N/A                                   | James Burrows | Phoef Sutton                          |
| 150        | 4         | Viva Mexiko!                 | One Happy Chappy In A Snappy Serape       | 17. Nov. 1988        | N/A                                   | James Burrows | Cheri Steinkellner, Bill Steinkellner |
| 151        | 5         | Vorsicht, Glatteis!          | Those Lips, Those Ice                     | 24. Nov. 1988        | N/A                                   | James Burrows | David Lee, Peter Casey                |
| 152        | 6         | Der Schwulen-Schwindel       | Norm Is That You?                         | 8. Dez. 1988         | N/A                                   | James Burrows | Cheri Steinkellner, Bill Steinkellner |
| 153        | 7         | Der neue Cliff               | How To Win Friends And Electrocute People | 15. Dez. 1988        | N/A                                   | James Burrows | Phoef Sutton                          |
| 154        | 8         | Die glorreichen Vier         | Jumping Jerks                             | 22. Dez. 1988        | N/A                                   | James Burrows | Ken Levine, David Isaacs              |
| 155        | 9         | Kinder und Clowns            | Send In The Crane                         | 5. Jan. 1989         | N/A                                   | James Burrows | David Lloyd                           |
| 156        | 10        | Krieg der Kneipen (2)        | Bar Wars: The Woodman Strike Back (2)     | 12. Jan. 1989        | N/A                                   | James Burrows | Ken Levine, David Isaacs              |
| 157        | 11        | Wo ist Buster?               | Adventures In Housesitting                | 19. Jan. 1989        | N/A                                   | James Burrows | Cecile Alch, Patricia Niedzialek      |
| 158        | 12        | Wenn der Postmann …          | Please, Mr. Postman                       | 2. Feb. 1989         | N/A                                   | James Burrows | Mert Rich, Brian Pollack              |
| 159        | 13        | Woody als Herzensbrecher     | Golden Boyd                               | 9. Feb. 1989         | N/A                                   | James Burrows | Cheri Steinkellner, Bill Steinkellner |
| 160        | 14        | Die Vize-Eltern              | I Kid You Not                             | 16. Feb. 1989        | N/A                                   | James Burrows | Rick Beren, Rod Burton                |
| 161        | 15        | Vom Maler zum Millionär      | Don’t Paint Your Chickens                 | 23. Feb. 1989        | N/A                                   | James Burrows | Ken Levine, David Isaacs              |
| 162        | 16        | Lockruf der Wildnis          | The Cranemakers                           | 2. März 1989         | N/A                                   | Andy Ackerman | Phoef Sutton                          |
| 163        | 17        | Der Admiral und die Ohrringe | Hot Rocks                                 | 16. März 1989        | N/A                                   | James Burrows | Ken Levine, David Isaacs              |
| 164        | 18        | Analyse gefällig?            | What’s Up Doc?                            | 30. März 1989        | N/A                                   | James Burrows | Mert Rich, Brian Pollack              |
| 165        | 19        | Woody in der High Society    | The Gift Of The Woody                     | 6. Apr. 1989         | N/A                                   | James Burrows | Phoef Sutton                          |
| 166        | 20        | Das verflixte zweite Jahr    | Call Me Irresponsible                     | 13. Apr. 1989        | N/A                                   | James Burrows | Tom Anderson, Dan O’Shannon           |
| 167        | 21        | Schwesternliebe              | Sisterly Love                             | 27. Apr. 1989        | N/A                                   | James Burrows | David Lloyd                           |
| 168        | 22        | Der Lustmolch                | The Visiting Lecher                       | 4. Mai 1989          | N/A                                   | James Burrows | David Lloyd                           |

## Staffel 8
| Nr. (ges.) | Nr. (St.) | Deutscher Titel               | Originaltitel                    | Erstausstrahlung USA | Deutschsprachige Erstausstrahlung (D) | Regie         | Drehbuch                              |
| ---------- | --------- | ----------------------------- | -------------------------------- | -------------------- | ------------------------------------- | ------------- | ------------------------------------- |
| 169        | 1         | Der Traumprinz (1)            | The Improbable Dream (1)         | 21. Sep. 1989        | N/A                                   | James Burrows | Cheri Steinkellner, Bill Steinkellner |
| 170        | 2         | Der Traumprinz (2)            | The Improbable Dream (2)         | 28. Sep. 1989        | N/A                                   | James Burrows | Cheri Steinkellner, Bill Steinkellner |
| 171        | 3         | Sams neue Bar                 | A Bar Is Born                    | 12. Okt. 1989        | N/A                                   | James Burrows | Phoef Sutton                          |
| 172        | 4         | Cliffs Geliebte               | How To Marry A Mailman           | 19. Okt. 1989        | N/A                                   | James Burrows | Mert Rich, Brian Pollack              |
| 173        | 5         | Norman als Arbeitgeber        | The Two Faces Of Norm            | 26. Okt. 1989        | N/A                                   | Andy Ackerman | Eugene B. Stein                       |
| 174        | 6         | Hundert Jahre Cheers          | The Stork Brings A Crane         | 2. Nov. 1989         | N/A                                   | Andy Ackerman | David Lloyd                           |
| 175        | 7         | Tod auf dem Eis               | Death Takes A Holiday On Ice     | 9. Nov. 1989         | N/A                                   | James Burrows | Ken Levine, David Isaacs              |
| 176        | 8         | Nichts für Feiglinge          | For Real Men Only                | 16. Nov. 1989        | N/A                                   | James Burrows | Elias Davis, David Pollock            |
| 177        | 9         | Der Bartwettbewerb            | Two Girls For Every Boyd         | 23. Nov. 1989        | N/A                                   | James Burrows | Tom Anderson, Dan O’Shannon           |
| 178        | 10        | Eine Nacht zu zweit           | The Art Of The Steal             | 30. Nov. 1989        | N/A                                   | James Burrows | Sue Herring                           |
| 179        | 11        | Die Klette                    | Feeble Attraction                | 7. Dez. 1989         | N/A                                   | Andy Ackerman | Tom Anderson, Dan O’Shannon           |
| 180        | 12        | Die Terror-Regatta            | Sam Ahoy                         | 26. Okt. 1989        | N/A                                   | James Burrows | David Lloyd                           |
| 181        | 13        | Sam und die Professorin       | Sammy And The Professor          | 4. Jan. 1990         | N/A                                   | James Burrows | Mert Rich, Brian Pollack              |
| 182        | 14        | Cliffs großer Fernsehauftritt | What Is Cliff Clavin?            | 18. Jan. 1990        | N/A                                   | Andy Ackerman | Tom Anderson, Dan O’Shannon           |
| 183        | 15        | Die große Liebe (1)           | Finally! (1)                     | 25. Jan. 1990        | N/A                                   | James Burrows | Ken Levine, David Isaacs              |
| 184        | 16        | Die große Liebe (2)           | Finally! (2)                     | 1. Feb. 1990         | N/A                                   | James Burrows | Ken Levine, David Isaacs              |
| 185        | 17        | Die scharfe Schwiegermutter   | Woody Or Won’t He?               | 8. Feb. 1990         | N/A                                   | Andy Ackerman | Mert Rich, Brian Pollack              |
| 186        | 18        | Gute Mädchen, schlechte Jungs | Severe Crane Damage              | 15. Feb. 1990        | N/A                                   | Andy Ackerman | Tom Anderson, Dan O’Shannon           |
| 187        | 19        | Tag der Träume                | Indoor Fun With Sammy And Robby  | 22. Feb. 1990        | N/A                                   | Andy Ackerman | Phoef Sutton                          |
| 188        | 20        | Erben will gelernt sein       | Fifty-fifty Carla                | 8. März 1990         | N/A                                   | James Burrows | David Lloyd                           |
| 189        | 21        | Krieg der Kneipen (3)         | Bar Wars: Return Of Tecumseh (3) | 15. März 1990        | N/A                                   | James Burrows | Ken Levine, David Isaacs              |
| 190        | 22        | Woody auf Freiersfüßen        | Loverboyd                        | 29. März 1990        | N/A                                   | James Burrows | Mert Rich, Brian Pollack              |
| 191        | 23        | Carla sieht Gespenster        | The Ghost And Mrs. Lebec         | 12. Apr. 1990        | N/A                                   | James Burrows | Dan Staley, Rob Long                  |
| 192        | 24        | Nachhilfeunterricht in Liebe  | Mr. Otis Regrets                 | 19. Apr. 1990        | N/A                                   | Andy Ackerman | Ken Levine, David Isaacs              |
| 193        | 25        | Der Heiratsantrag (1)         | Cry Hard                         | 26. Apr. 1990        | N/A                                   | James Burrows | Tom Anderson, Dan O’Shannon           |
| 194        | 26        | Der Heiratsantrag (2)         | Cry Harder                       | 3. Mai 1990          | N/A                                   | James Burrows |                                       |

## Staffel 9
| Nr. (ges.) | Nr. (St.) | Deutscher Titel                 | Originaltitel                                            | Erstausstrahlung USA | Deutschsprachige Erstausstrahlung (D) | Regie         | Drehbuch                                            |
| ---------- | --------- | ------------------------------- | -------------------------------------------------------- | -------------------- | ------------------------------------- | ------------- | --------------------------------------------------- |
| 195        | 1         | Ein süßes Geheimnis             | Love Is A Really, Really Perfectly Okay Thing            | 20. Sep. 1990        | N/A                                   | James Burrows | Phoef Sutton                                        |
| 196        | 2         | Spiel, Korb und Sieg für Cheers | Cheers Fouls Out                                         | 27. Sep. 1990        | N/A                                   | James Burrows | Larry Balmagia                                      |
| 197        | 3         | Rebecca, steh uns bei!          | Rebecca Redux                                            | 4. Okt. 1990         | N/A                                   | James Burrows | Phoef Sutton                                        |
| 198        | 4         | Ruhm ist vergänglich            | Where Nobody Knows Your Name                             | 11. Okt. 1990        | N/A                                   | Andy Ackerman | Tom Anderson, Dan O’Shannon                         |
| 199        | 5         | Mamas Liebling                  | Ma Always Liked You Best                                 | 18. Okt. 1990        | N/A                                   | Andy Ackerman | Tom Anderson, Dan O’Shannon                         |
| 200        | 6         | Norm als Bürgerrechtler         | Grease                                                   | 25. Okt. 1990        | N/A                                   | James Burrows | Mert Rich, Brian Pollack                            |
| 201        | 7         | Dumm ist, wer Dummes tut        | Breaking In Is Hard To Do                                | 1. Nov. 1990         | N/A                                   | Andy Ackerman | Ken Levine, David Isaacs                            |
| 204        | 8         | Der böse Nachbar Sam            | Bad Neighbor Sam                                         | 15. Nov. 1990        | N/A                                   | James Burrows | Cheri Steinkellner, Bill Steinkellner               |
| 205        | 9         | Eine hochoffizielle Lüge        | Veggie Boyd                                              | 22. Nov. 1990        | N/A                                   | James Burrows | Dan Staley, Rob Long                                |
| 206        | 10        | Die Kreditkarte                 | Norm And Cliff’s Excellent Adventure                     | 6. Dez. 1990         | N/A                                   | James Burrows | Ken Levine, David Isaacs                            |
| 207        | 11        | Der Franzose                    | Woody Interruptus                                        | 13. Dez. 1990        | N/A                                   | James Burrows | Dan Staley, Rob Long                                |
| 208        | 12        | Das Familientreffen             | Honor Thy Mother                                         | 3. Jan. 1991         | N/A                                   | James Burrows | Mert Rich, Brian Pollack                            |
| 209        | 13        | Wer anderen eine Grube gräbt    | Achilles Hill                                            | 10. Jan. 1991        | N/A                                   | Andy Ackerman | Ken Levine, David Isaacs                            |
| 210        | 14        | Rebeccas Hochzeit (1)           | Days Of Wine And Neuroses                                | 24. Jan. 1991        | N/A                                   | James Burrows | Mert Rich, Brian Pollack                            |
| 211        | 15        | Rebeccas Hochzeit (2)           | Wedding Bell Blues                                       | 31. Jan. 1991        | N/A                                   | James Burrows | Tom Anderson, Dan O’Shannon                         |
| 212        | 16        | Lieber schwul als heiraten      | I’m Getting My Act Together And Sticking It In Your Face | 7. Feb. 1991         | N/A                                   | Andy Ackerman | Dan Staley, Rob Long                                |
| 213        | 17        | Nur einmal pro Jahr             | Sam Time Next Year                                       | 14. Feb. 1991        | N/A                                   | James Burrows | Larry Balmagia                                      |
| 214        | 18        | Der Immobilienkrieg             | Crash Of The Titans                                      | 21. Feb. 1991        | N/A                                   | James Burrows | Dan Staley, Rob Long                                |
| 215        | 19        | Alle Macht den Frauen           | It’s A Wonderful Wife                                    | 28. Feb. 1991        | N/A                                   | James Burrows | Sue Herring                                         |
| 216        | 20        | Chili im Cheers                 | Cheers Has Chili                                         | 14. März 1991        | N/A                                   | Andy Ackerman | Phoef Sutton, Cheri Steinkellner, Bill Steinkellner |
| 217        | 21        | Die beste Kellnerin von Boston  | Carla Loves Clavin                                       | 21. März 1991        | N/A                                   | James Burrows | Dan Staley, Rob Long                                |
| 218        | 22        | Alles Glückssache               | Pitch It Again Sam                                       | 28. März 1991        | N/A                                   | James Burrows | Tom Anderson, Dan O’Shannon                         |
| 219        | 23        | Ein schwerer Verlust            | Rat Girl                                                 | 4. Apr. 1991         | N/A                                   | James Burrows | Ken Levine, David Isaacs                            |
| 220        | 24        | Babysitter Sam                  | Home Malone                                              | 25. Apr. 1991        | N/A                                   | Andy Ackerman | Tom Anderson, Dan O’Shannon                         |
| 221        | 25        | Vater werden ist doch schwer    | Uncle Sam Wants You                                      | 2. Mai 1991          | N/A                                   | James Burrows | Dan Staley, Rob Long                                |

## Staffel 10
| Nr. (ges.) | Nr. (St.) | Deutscher Titel            | Originaltitel                               | Erstausstrahlung USA | Deutschsprachige Erstausstrahlung (D) | Regie             | Drehbuch                              |
| ---------- | --------- | -------------------------- | ------------------------------------------- | -------------------- | ------------------------------------- | ----------------- | ------------------------------------- |
| 222        | 1         | Zeugung mit Hindernissen   | Baby Talk                                   | 19. Sep. 1991        | N/A                                   | James Burrows     | Tom Anderson, Dan O’Shannon           |
| 223        | 2         | Der Club der harten Männer | Get Your Kicks On Route 666                 | 26. Sep. 1991        | N/A                                   | James Burrows     | Tom Anderson, Dan O’Shannon           |
| 224        | 3         | Madame Carla               | Madame Carla                                | 3. Okt. 1991         | N/A                                   | Tom Moore         | Phoef Sutton                          |
| 225        | 4         | Schmücke dein Heim         | The Norm Who Came To Dinner                 | 10. Okt. 1991        | N/A                                   | Tom Moore         | Tom Anderson, Dan O’Shannon           |
| 226        | 5         | Das Muttersöhnchen         | Ma’s Little Maggie                          | 17. Okt. 1991        | N/A                                   | James Burrows     | Jonathan Stark, Tracy Newman          |
| 227        | 6         | Kindersegen                | Unplanned Parenthood                        | 24. Okt. 1991        | N/A                                   | James Burrows     | Dan Staley, Rob Long                  |
| 228        | 7         | Krieg der Kneipen (5)      | Bar Wars: The Final Judgment (5)            | 31. Okt. 1991        | N/A                                   | James Burrows     | Ken Levine, David Isaacs              |
| 229        | 8         | Die Erbsenzähler           | Where Have All The Floorboards Gone?        | 7. Nov. 1991         | N/A                                   | James Burrows     | Ken Levine, David Isaacs              |
| 230        | 9         | Rache ist süß              | Head Over Hill                              | 14. Nov. 1991        | N/A                                   | John Ratzenberger | Dan Staley, Rob Long                  |
| 231        | 10        | Hochzeit mit Hindernissen  | A Fine French Wine                          | 21. Nov. 1991        | N/A                                   | James Burrows     | Dan Staley, Rob Long                  |
| 232        | 11        | Sams Ladehemmung           | I’m Ok, You’re Defective                    | 5. Dez. 1991         | N/A                                   | James Burrows     | Dan Staley, Rob Long                  |
| 233        | 12        | Die Babymacher             | Go Make                                     | 12. Dez. 1991        | N/A                                   | James Burrows     | Phoef Sutton                          |
| 234        | 13        | Elvis lebt                 | Don’t Shoot, I’m Only The Psychiatrist      | 2. Jan. 1992         | N/A                                   | James Burrows     | Kathy Ann Stumpe                      |
| 235        | 14        | Die Zombie-Oma             | No Rest For The Woody                       | 9. Jan. 1992         | N/A                                   | James Burrows     | Jonathan Stark, Tracy Newman          |
| 236        | 15        | Mein Sohn, der Priester    | My Son, The Father                          | 16. Jan. 1992        | N/A                                   | James Burrows     | Dan Staley, Rob Long                  |
| 237        | 16        | Frasiers Ex-Frau           | One Hugs, The Other Doesn’t                 | 30. Jan. 1992        | N/A                                   | James Burrows     | Cheri Steinkellner, Bill Steinkellner |
| 238        | 17        | Unerfüllte Liebe           | A Diminished Rebecca With A Suspended Cliff | 6. Feb. 1992         | N/A                                   | James Burrows     | Tom Anderson, Dan O’Shannon           |
| 239        | 18        | Pokerface Woody            | License To Hill                             | 13. Feb. 1992        | N/A                                   | James Burrows     | Ken Levine, David Isaacs              |
| 240        | 19        | Armer reicher Woody        | Rich Man, Wood Man                          | 20. Feb. 1992        | N/A                                   | James Burrows     | Daniel Palladino                      |
| 241        | 20        | Die Zweithochzeit          | Smotherly Love                              | 27. Feb. 1992        | N/A                                   | James Burrows     | Kathy Ann Stumpe                      |
| 242        | 21        | Hosen runter!              | Take Me Out Of The Ball Game                | 26. März 1992        | N/A                                   | James Burrows     | Kathy Ann Stumpe                      |
| 243        | 22        | Rebeccas Liebhaber         | Rebecca’s Lover …not                        | 23. Apr. 1992        | N/A                                   | James Burrows     | Jonathan Stark, Tracy Newman          |
| 244        | 23        | Krieg Der Kneipen (6)      | Bar Wars: This Time It’s For Real (6)       | 30. Apr. 1992        | N/A                                   | Rick Beren        | Ken Levine, David Isaacs              |
| 245        | 24        | Oh, wie witzig             | Heeer’s Cliffy!                             | 7. Mai 1992          | N/A                                   | James Burrows     | Ken Levine, David Isaacs              |
| 246        | 25        | Der große Tag (1)          | An Old-Fashioned Wedding (1)                | 14. Mai 1992         | N/A                                   | James Burrows     | David Lloyd                           |
| 247        | 26        | Der große Tag (2)          | An Old-Fashioned Wedding (2)                | 14. Mai 1992         | N/A                                   | James Burrows     | David Lloyd                           |

## Staffel 11
| Nr. (ges.) | Nr. (St.) | Deutscher Titel              | Originaltitel                                       | Erstausstrahlung USA | Deutschsprachige Erstausstrahlung (D) | Regie                          | Drehbuch                                          |
| ---------- | --------- | ---------------------------- | --------------------------------------------------- | -------------------- | ------------------------------------- | ------------------------------ | ------------------------------------------------- |
| 248        | 1         | Die letzte Zigarette         | The Little Match Girl                               | 24. Sep. 1992        | N/A                                   | James Burrows                  | Dan Staley, Rob Long                              |
| 249        | 2         | Konkurrenz für’s Cheers      | The Beer Is Always Greener                          | 1. Okt. 1992         | N/A                                   | James Burrows                  | Tom Leopold                                       |
| 250        | 3         | Der Glückspilsener           | The King Of Beers                                   | 8. Okt. 1992         | N/A                                   | John Ratzenberger              | Dan O’Shannon                                     |
| 251        | 4         | Sex fürs Vaterland           | The Magnificent Six                                 | 22. Okt. 1992        | N/A                                   | James Burrows                  | Sue Herring                                       |
| 252        | 5         | Vaterfreuden                 | Do Not Forsake Me O’ My Postman                     | 29. Okt. 1992        | N/A                                   | James Burrows                  | Ken Levine, David Isaacs                          |
| 253        | 6         | Szenen einer Ehe (1)         | Teaching With The Enemy                             | 5. Nov. 1992         | N/A                                   | James Burrows                  | Tom Anderson                                      |
| 254        | 7         | Szenen einer Ehe (2)         | Girl In The Plastic Bubble                          | 12. Nov. 1992        | N/A                                   | James Burrows                  | Dan O’Shannon                                     |
| 255        | 8         | Der Seitensprung             | Ill-gotten Gaines                                   | 19. Nov. 1992        | N/A                                   | James Burrows                  | Fred Graver                                       |
| 256        | 9         | Liebe ist …                  | Feelings … Whoa, Whoa, Whoa                         | 3. Dez. 1992         | N/A                                   | Rick Beren                     | Kathy Ann Stumpe                                  |
| 257        | 10        | Die Taschengelderhöhung      | Daddy’s Middle Aged Girl                            | 10. Dez. 1992        | N/A                                   | James Burrows                  | Rebecca Parr Cioffi                               |
| 258        | 11        | Er kann’s nicht lassen       | Love Me, Love My Car                                | 17. Dez. 1992        | N/A                                   | James Burrows                  | David Lloyd                                       |
| 259        | 12        | Voll reingefallen            | Sunday Dinner                                       | 7. Jan. 1993         | N/A                                   | James Burrows                  | Fred Graver                                       |
| 260        | 13        | Norm in der Falle            | Norm’s Big Audit                                    | 14. Jan. 1993        | N/A                                   | John Ratzenberger, Tom Leopold | Tom Leopold                                       |
| 261        | 14        | Lieber arm, aber glücklich   | It’s A Mad, Mad, Mad, Mad Bar                       | 21. Jan. 1993        | N/A                                   | James Burrows                  | Rebecca Parr Cioffi                               |
| 262        | 15        | Hochzeit im Cheers           | Loathe And Marriage                                 | 4. Feb. 1993         | N/A                                   | James Burrows                  | Ken Levine, David Isaacs                          |
| 263        | 16        | Gefährliche Liebschaften (1) | Is There A Doctor In The Howe?                      | 11. Feb. 1993        | N/A                                   | James Burrows                  | Kathy Ann Stumpe                                  |
| 264        | 17        | Gefährliche Liebschaften (2) | The Bar Manager, The Shrink, His Wife And Her Lover | 18. Feb. 1993        | N/A                                   | James Burrows                  | Kathy Ann Stumpe                                  |
| 265        | 18        | Die letzte Vorstellung       | The Last Picture Show                               | 25. Feb. 1993        | N/A                                   | James Burrows                  | Fred Graver                                       |
| 266        | 19        | Krieg der Kneipen (7)        | Bar Wars: The Naked Prey (7)                        | 18. März 1993        | N/A                                   | James Burrows                  | Ken Levine, David Isaacs                          |
| 267        | 20        | Sam, der Schlafwandler       | Look Before You Sleep                               | 1. Apr. 1993         | N/A                                   | James Burrows                  | Rebecca Parr Cioffi                               |
| 268        | 21        | Cheers im Wahlfieber         | Woody Gets An Election                              | 22. Apr. 1993        | N/A                                   | James Burrows                  | Tom Anderson, Dan Staley, Rob Long, Dan O’Shannon |
| 269        | 22        | Filmrisse                    | It’s Lonely On The Top                              | 29. Apr. 1993        | N/A                                   | James Burrows                  | Heide Perlman                                     |
| 270        | 23        | Mütter (1)                   | Rebecca Gaines, Rebecca Loses (1)                   | 6. Mai 1993          | N/A                                   | James Burrows                  | David Lloyd                                       |
| 271        | 24        | Mütter (2)                   | Rebecca Gaines, Rebecca Loses (2)                   | 6. Mai 1993          | N/A                                   | James Burrows                  | David Lloyd                                       |
| 272        | 25        | Rebecca und Don              | The Guy Can’t Help It                               | 13. Mai 1993         | N/A                                   | James Burrows                  | David Lee, Peter Casey, David Angell              |
| 273        | 26        | Dianes Rückkehr (1)          | One For The Road (1)                                | 20. Mai 1993         | N/A                                   | James Burrows                  | Glen Charles, Les Charles                         |
| 274        | 27        | Dianes Rückkehr (2)          | One For The Road (2)                                | 20. Mai 1993         | N/A                                   | James Burrows                  | Glen Charles, Les Charles                         |
| 275        | 28        | Dianes Rückkehr (3)          | One For The Road (3)                                | 20. Mai 1993         | N/A                                   | James Burrows                  | Glen Charles, Les Charles                         |

## Special
| Nr. (ges.) | Nr. (St.) | Deutscher Titel             | Originaltitel             | Erstausstrahlung USA | Deutschsprachige Erstausstrahlung (D) | Regie                        | Drehbuch                                            |
| ---------- | --------- | --------------------------- | ------------------------- | -------------------- | ------------------------------------- | ---------------------------- | --------------------------------------------------- |
| 202        | 1         | 200. Episodenspecial Teil 1 | 200th episode special (1) | 8. Nov. 1990         | N/A                                   | James Burrows, Andy Ackerman | Phoef Sutton, Cheri Steinkellner, Bill Steinkellner |
| 203        | 2         | 200. Episodenspecial Teil 2 | 200th episode special (2) | 8. Nov. 1990         | N/A                                   | James Burrows, Andy Ackerman | Phoef Sutton, Cheri Steinkellner, Bill Steinkellner |